# La Bâtie-Montgascon
La Bâtie-Montgascon ist eine französische Gemeinde mit 2025 Einwohnern (Stand 1. Januar 2022) im Département Isère in der Region Auvergne-Rhône-Alpes; sie gehört zum Arrondissement  La Tour-du-Pin und zum Kanton La Tour-du-Pin.

## Geographie
La Bâtie-Montgascon liegt etwa sechs Kilometer von La Tour-du-Pin entfernt und grenzt an folgende sechs Nachbargemeinden:
- Corbelin und Faverges-de-la-Tour im Norden,
- Chimilin im Osten,
- Les Abrets en Dauphiné im Südosten,
- Saint-André-le-Gaz im Südwesten sowie
- Saint-Clair-de-la-Tour im Westen-

## Bevölkerungsentwicklung
| Jahr                       | 1962 | 1968 | 1975 | 1982 | 1990 | 1999 | 2006 | 2016 |
| -------------------------- | ---- | ---- | ---- | ---- | ---- | ---- | ---- | ---- |
| Einwohner                  | 1158 | 1206 | 1279 | 1296 | 1310 | 1435 | 1710 | 1904 |
| Quellen: Cassini und INSEE |      |      |      |      |      |      |      |      |

## Sehenswürdigkeiten
- Altstadt
- Château de Renondel
- Musée du Tisserand